# 阿仙奴電視
阿仙奴電視（Arsenal TV）是一個體育電視台，專門報導和英超球會阿仙奴相關的節目。這是塞坦塔體育（Setanta Sports）的系列之一，其餘還有些路迪電視、流浪者電視（以上皆以停播）和利物浦電視等。

## 歷史
阿仙奴電視於2008年1月14日於天空卫星电视(Sky)423頻道首播，可是這個頻道時天空卫星电视（下稱天空）專門用作在啟播前測試的。阿仙奴電視是塞坦塔體育在天空播放的電視台之一，同年3月18日，球會成功奪得頻道服務權後，加入維珍传媒有线（Virgin Media）；用户可购买塞坦塔體育頻道套餐或XL套餐來收看。
3月17日，重播頻道Arsenal Replay在天空424頻道首播，但只在當地時間深夜一時半至七時四十五分才會開始。5月12日，重播頻道AH TV在天空454頻道首播，播出時間和Arsenal Replay一樣，可是兩個頻道的播放日期也不同，但同樣的節目會在423頻道提前播放。
阿仙奴電視的播出时间为逢星期一至星期五下午四時半至深夜兩時和星期日下午六時至深夜兩時播放。
2009年3月27日，Arsenal Replay停播，同年4月28日，AH TV停播，8月4日，阿仙奴電視正式停播。

## 設施
阿仙奴電視在阿仙奴足球會的主場酋長球場有一個演播室。自2008/09球季開始，阿仙奴准許塞坦塔體育（Setanta Sport）拳擊節目制作隊以酋長球場的演播室作拳擊報道，酋長球場演播室的播出时间和塞坦塔高爾夫（Setanta Golf）的高爾夫直播冲突。雙方均需要一個演播室，但是Input Media只得一個演播室。首個使用阿仙奴演播室的塞坦塔拳擊比賽，是2008年7月12日，由維迪馬亞·基里舒高對阵東尼·湯普臣（Tony Thompson）。

## 節目內容
頻道會播放的節目包括：
- 重播和阿仙奴有關的所有賽事，包括比賽報道和分析等。
- 對阿仙奴的員工和足球員進行獨家專訪。
- 對於阿仙奴預備組和一隊友誼賽的現場報道。
- 阿仙奴學院隊和阿仙奴女隊的比賽精華片段。
- 所有和阿仙奴相關的新聞。
- 對於阿仙奴的經典賽事以精華片段形式播放。
- 有關球會歷史相關的記錄片。

## 主持人或學者
阿仙奴電視的主持人和「學者」包括：
慣常的主持人包括丹·路巴克（Dan Roebuck）及演員和阿仙奴的忠實球迷湯姆·華特（Tom Watt）。「學者」方面，則包括前球員史釗活·笠臣（Stewart Robson）和音樂家蘇維爾（Shovell）。

## 外部連結
- Official site （页面存档备份，存于）